# Fimbristylis hyalina
Fimbristylis hyalina är en halvgräsart som beskrevs av Ethirajalu Govindarajalu och Sasidh. Fimbristylis hyalina ingår i släktet Fimbristylis och familjen halvgräs. Inga underarter finns listade i Catalogue of Life.